# Elecciones generales de Níger de 1999
Las elecciones generales de Níger de 1999 tuvieron lugar entre octubre y noviembre del mencionado año para renovar las instituciones constitucionales después del golpe militar realizado en abril del mismo año por Daouda Malam Wanké. La primera vuelta de las elecciones presidenciales se realizó el 17 de octubre. Las elecciones parlamentarias, para escoger a los 83 miembros de la Asamblea Nacional, estaban programadas para el mismo día pero en agosto se decidió que se retrasarían al 24 de noviembre, al mismo tiempo que la segunda vuelta de las elecciones presidenciales de ser esta necesaria.
Efectivamente, Mamadou Tandja, candidato del Movimiento Nacional para la Sociedad del Desarrollo (MNSD) obtuvo la primera minoría de votos en la primera vuelta con el 32.33%. En segundo lugar quedó Mahmadou Issoufu, del Partido Nigerino para la Democracia y el Socialismo (PNDS) con el 22.79, muy cerca del expresidente Mahamane Ousmane, de la Convención Democrática y Social (CDS) con un 22.51. La participación fue baja, con un 43.64% del padrón emitiendo sufragio. Se programó una segunda vuelta entre Tandja e Issoufu para el 24 de noviembre, mismo día que las elecciones parlamentarias.
En la segunda vuelta, la participación fue ligeramente más baja, de un 39.40%, y Tandja obtuvo una amplia victoria con el 59.89% de los sufragios contra el 40.11% de Issoufu. En los comicios parlamentarios, el MNSD obtuvo mayoría simple con 38 de los 83 escaños, quedándose a cuatro de la mayoría absoluta. En segundo lugar quedó la Convención Democrática y Social con 17 bancas y en tercer lugar el PNDS con 16. Los otros dos partidos que consiguieron representación en la Asamblea Nacional fueron la Agrupación por la Democracia y el Progreso (8) y la Alianza Nigerina para la Democracia y el Progreso (4). Después de las elecciones, Tandja asumió el cargo el 1 de enero de 2000 y formó un gobierno de coalición con el CDS, contando con una mayoría de 55 escaños.

## Antecedentes
Tras el golpe de Estado de abril de 1999, Wanké convocó a nuevas elecciones presidenciales y parlamentarias a finales de año y prohibió la participación de candidatos que fueran o hubieran sido militares. Las elecciones fueron supervisadas y organizadas por una Comisión Electoral Nacional Independiente de sesenta miembros, designada por el gobierno militar pero compuesta por representantes de partidos políticos y grupos de la sociedad civil el 27 de mayo de 1999.
Una nueva constitución fue aprobada por un referéndum celebrado el 18 de julio de 1999 y promulgada el 8 de agosto. Las elecciones estaban originalmente programadas para el 7 de octubre del mismo año, pero se retrasaron en agosto y se reprogramaron para finales del mes.

## Primera vuelta presidencial

### Candidaturas
Ocho candidatos buscaron participar en las elecciones presidenciales, incluidos dos candidatos rivales de la Agrupación por la Democracia y el Progreso-Jama'a (PDR), que había sido el partido gobernante bajo Maïnassara; Hamid Algabid y Amadou Cissé. Le correspondía al Tribunal de Estado decidir cuál de estos dos candidatos podría postularse. El 3 de septiembre, el Tribunal publicó su lista de candidatos aprobados; siete fueron aprobados, incluido Algabid, mientras que la candidatura de Cissé fue rechazada.

### Resultados
|  | 32.33 % |

|  | 22.79 % |

|  | 22.51 % |

|  | 10.83 % |

|  | 7.73 % |

|  | 2.08 % |

|  | 1.73 % |

|  | 43.64 % |

## Segunda vuelta presidencial

### Campaña y apoyos
Tras la realización de la primera vuelta, los candidatos derrotados intentaron influir en el resultado de la segunda vuelta apoyando a uno u otro candidato. El primero en hacerlo fue Djermakoye, el 4 de noviembre, cuando pidió a sus partidarios que votaran por Issoufu. Tandja, por su parte, contó con el apoyo de Ousmane, que fue anunciado el 5 de noviembre, y Algabid y Djibo declararon al día siguiente su apoyo a Issoufou, aunque dada la lucha interna de su partido muchos miembros de la PDR manifestaron su apoyo abierto a Tandja el 7 de noviembre.

### Resultados
|  | 59.89 % |

|  | 40.11 % |

|  | 39.40 % |

## Elecciones parlamentarias
| Partido                                                        | Votos     | %     | Escaños | +/–   |
| -------------------------------------------------------------- | --------- | ----- | ------- | ----- |
| Movimiento Nacional para la Sociedad del Desarrollo            | 611.097   | 34.65 | 38      | Nuevo |
| Partido Nigerino para la Democracia y el Socialismo            | 378.634   | 21.47 | 16      | Nuevo |
| Convención Democrática y Social                                | 303.790   | 17.23 | 17      | Nuevo |
| Agrupación por la Democracia y el Progreso                     | 193.080   | 10.95 | 8       | Nuevo |
| Alianza Nigeriana para la Democracia y el Progreso             | 116.610   | 6.61  | 4       | –4    |
| Unión por la Democracia y la República                         | 34.128    | 1.94  | 0       | –     |
| Unión de Nigerinos Independientes                              | 22.081    | 1.25  | 0       | –     |
| Unión por la Democracia y el Progreso Social                   | 20.332    | 1.15  | 0       | –3    |
| Partido de la Autogestión Nigerina                             | 16.191    | 0.92  | 0       | –     |
| Partido Progresista Nigerino - Agrupación Democrática Africana | 10.912    | 0.62  | 0       | –     |
| Unión de Patriotas Demócratas y Progresistas                   | 10.863    | 0.62  | 0       | –4    |
| Sawaba                                                         | 10.709    | 0.61  | 0       | –     |
| Unión de Demócratas Independientes                             | 7.239     | 0.41  | 0       | –     |
| PSDN–MDP                                                       | 5.126     | 0.29  | 0       | –     |
| PPN-RDA-ORND                                                   | 4.598     | 0.26  | 0       | –     |
| PPN-RDA–UDPS                                                   | 4.536     | 0.26  | 0       | –     |
| Partido para le Socialismo y la Democracia en Níger            | 3.037     | 0.17  | 0       | –     |
| Partido de la Dignidad del Pueblo                              | 2.297     | 0.13  | 0       | –3    |
| Organización Revolucionaria para la Nueva Democracia           | 778       | 0.04  | 0       | –     |
| PPN-RDA–UDPS–ORND                                              | 437       | 0.02  | 0       | –     |
| Partido de las Masas para el Trabajo                           | 34        | 0.00  | 0       | –2    |
| Independientes                                                 | 7.044     | 0.40  | 0       | –3    |
| Total                                                          | 1.763.553 | 100   | 83      | 0     |
| Fuente: Global Elections Database                              |           |       |         |       |